# Hoya de Huesca
La Hoya de Huesca (en aragonés Plana de Uesca; oficialmente Hoya de Huesca/Plana de Uesca) es una comarca aragonesa (España). La mayor parte de la comarca está situada en la provincia de Huesca, pero también incluye dos municipios de la provincia de Zaragoza (Murillo de Gállego y Santa Eulalia de Gállego).
La economía está fundada, principalmente, en la agricultura y ganadería. La industria se basa, fundamentalmente, en la industria de transformación del metal.

## Municipios
La comarca engloba a los municipios de Agüero, Albero Alto, Alcalá de Gurrea, Alcalá del Obispo, Alerre, Almudévar, Angüés, Antillón, Argavieso, Arguis, Ayerbe, Banastás, Biscarrués, Blecua y Torres, Casbas de Huesca, Chimillas, Gurrea de Gállego, Huesca, Ibieca, Igriés, Loarre, Loporzano, Loscorrales, Lupiñén-Ortilla, Monflorite-Lascasas, Murillo de Gállego, Novales, Nueno, Las Peñas de Riglos, Pertusa, Piracés, Quicena, Salillas, Santa Eulalia de Gállego, Sesa, Siétamo, La Sotonera, Tierz, Tramaced y Vicién.

## Geografía

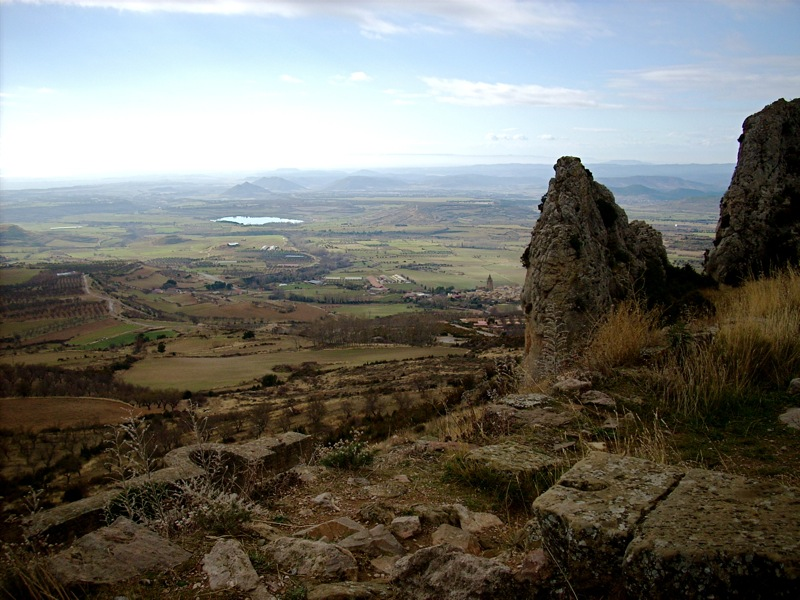
Vista de la Hoya de Huesca desde Loarre.

Emplazada en la parte central del somontano oscense, es atravesada por los ríos Isuela, Flumen y Guatizalema. Se sitúa entre los ríos Sotón y Alcanadre y está limitada por las sierras de Gratal y Guara. Dicha descripción geográfica se refiere a la comarca natural de la Hoya de Huesca, si bien la comarca administrativa engloba también la comarca natural de la Galliguera, es decir los municipios ribereños de dicho tramo del Gállego.
Sus comarcas limítrofes:
- Norte – Jacetania y Alto Gállego
- Sur – Comarca Central y Los Monegros
- Este – Somontano de Barbastro
- Oeste – Cinco Villas

Parte de su territorio está ocupado por el Parque natural de la Sierra y los Cañones de Guara.

### Sierra y Cañones de Guara

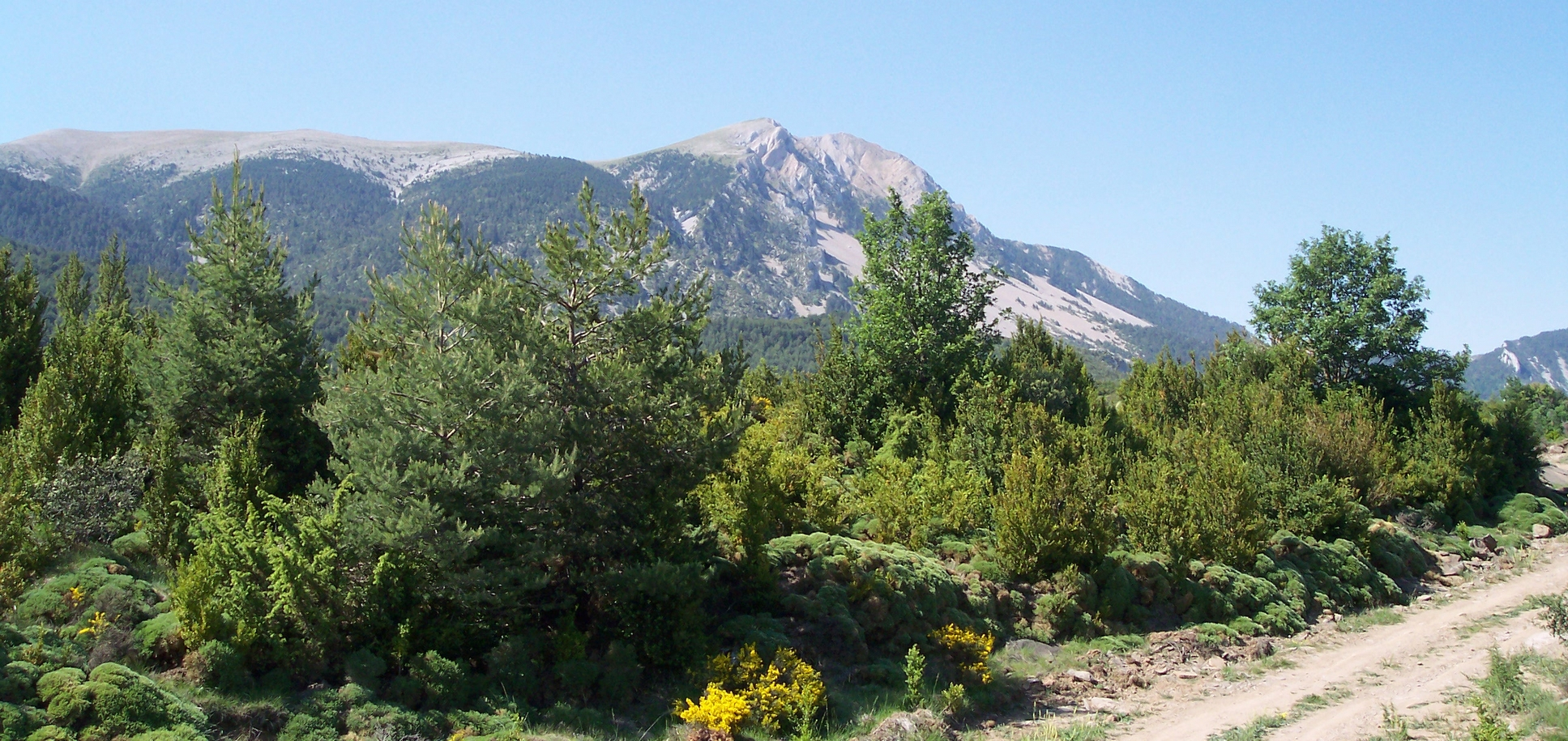
La sierra de Guara.

Se localiza en la provincia de Huesca, en las comarcas de Alto Gállego, Hoya de Huesca, Sobrarbe y Somontano de Barbastro. Abarca los municipios de Abiego, Adahuesca, Aínsa-Sobrarbe, Alquézar, Arguis, Bárcabo, Bierge, Boltaña, Caldearenas, Casbas de Huesca, Colungo, Huesca, Loporzano, Nueno y Sabiñánigo.
Cuenta con 47 453 ha y una zona periférica de protección que comprende otras 33 286 ha, siendo el espacio natural más grande de la comunidad. Sus cotas de altitud oscilan entre los 430 metros en el río Alcanadre hasta los 2 077 del pico de Guara.
Fue creado el 27 de diciembre de 1990 bajo el nombre de parque natural de la Sierra y Cañones de Guara.
Gracias a sus características geomorfológicas, es un lugar propicio para la práctica de barranquismo y escalada.
Es también LIC y ZEPA.

## Historia

### La comarca como institución
La ley de creación de la comarca es la 27/2002 del 26 de noviembre de 2002. Se constituyó el 16 de enero de 2003. Las competencias le fueron traspasadas el 1 de marzo de 2003.

## Política
| Cargo      | Nombre                            | Ayuntamiento                        | Partido Político |  |
| ---------- | --------------------------------- | ----------------------------------- | ---------------- |  |
| Presidente | Jesús Alfaro Santafé              | Alcalde de Tierz                    | PSOE             |  |
| Secretario | Amor Francisco Aranda Moreno      | -                                   | -                |  |
| Vocal      | Carlos Til Bescós                 | Alcalde de Gurrea de Gállego        | PP               |  |
| Vocal      | Laura Albero Acebillo             | Concejala de Salillas               | PP               |  |
| Vocal      | María Mercedes Fatás Monforte     | Concejala de Ayerbe                 | PP               |  |
| Vocal      | Mónica Soler Navarro              | Alcaldesa de Argavieso              | PP               |  |
| Vocal      | María Carmen Gutiérrez Cabrero    | Concejala de La Sotonera            | PP               |  |
| Vocal      | Fernando José Omiste Martínez     | Alcalde de Lupiñén-Ortilla          | PP               |  |
| Vocal      | Fernando Viñuales García          | Alcalde de Alcalá del Obispo        | PP               |  |
| Vocal      | Francisco Javier Belenguer Anzano | Alcalde de Quicena                  | PP               |  |
| Vocal      | Gerardo Oliván Bellosta           | Concejal de Huesca                  | PP               |  |
| Vocal      | Jesús Luis Escario Gracia         | Alcalde de Loporzano                | PP               |  |
| Vocal      | José Antonio Broto Escario        | Alcalde de Ibieca                   | PP               |  |
| Vocal      | José María Laborda Mongio         | Concejal de Loscorrales             | PP               |  |
| Vocal      | Julio Riverola Atarés             | Concejal de Almudévar               | PP               |  |
| Vocal      | Mateo Francisco Sancerni Oliván   | Alcalde de Agüero                   | PP               |  |
| Vocal      | Antonio Moreno Gallardo           | Alcalde de Angüés                   | PSOE             |  |
| Vocal      | Beatriz Calvo Lasierra            | Alcaldesa de Monflorite-Lascasas    | PSOE             |  |
| Vocal      | Fernando Gállego Arnal            | Concejal de Huesca                  | PSOE             |  |
| Vocal      | Guillermo Palacín Castro          | Alcalde de Nueno                    | PSOE             |  |
| Vocal      | José Luis Ferrando Ferrando       | Alcalde de Antillón                 | PSOE             |  |
| Vocal      | José Manuel Sampériz Escanero     | Concejal de Almudévar               | PSOE             |  |
| Vocal      | José María Zamora Baruquer        | Concejal de Blecua y Torres         | PSOE             |  |
| Vocal      | Juan Francisco Torralba Pérez     | Alcalde de Las Peñas de Riglos      | PSOE             |  |
| Vocal      | Juan Manuel Ramiro Contreras      | Alcalde de Chimillas                | PSOE             |  |
| Vocal      | Ramón Lorenzo Ferrando Orús       | Alcalde de Albero Alto              | PSOE             |  |
| Vocal      | Vicente Carlos Ferrer Basols      | Concejal de Alerre                  | PSOE             |  |
| Vocal      | Carmen García Serrano             | Concejala de Huesca                 | Cambiar          |  |
| Vocal      | Pilar Novales Estallo             | Concejala de Huesca                 | Cambiar          |  |
| Vocal      | Íñigo Aramendi Avendaño           | Concejal de Huesca                  | Cambiar          |  |
| Vocal      | José Ignacio Río Bailo            | Concejal de La Sotonera             | Cambiar          |  |
| Vocal      | José Antonio Casaucau Morlans     | Alcalde de Santa Eulalia de Gállego | PAR              |  |
| Vocal      | Roberto Orós Constante            | Alcalde de Loarre                   | PAR              |  |
| Vocal      | Roque Adrada Guajardo             | Alcalde de Igriés                   | PAR              |  |
| Vocal      | Carlota Catalán Bernad            | Concejala de Novales                | Cs               |  |
| Vocal      | Enrique Novella Martín            | Concejal de Huesca                  | Cs               |  |
| Vocal      | José Luis Cadena Monllor          | Concejal de Huesca                  | Cs               |  |
| Vocal      | Fernando Justes Martínez          | Concejal de Huesca                  | Aragón Sí Puede  |  |
| Vocal      | Manuel Alberto Abadías Posa       | Concejal de Las Peñas de Riglos     | Aragón Sí Puede  |  |
| Vocal      | José Joaquín Escriche Crespo      | Concejal de Ayerbe                  | CHA              |  |

| Elecciones 2015 |        |         |         |            |
| Partido         | Votos  | % Votos | Electos | Consejeros |
| PP              | 10.849 | 32,52%  | 93      | 14         |
| PSOE            | 9.482  | 28,42%  | 99      | 12         |
| Cambiar         | 3.440  | 10,31%  | 5       | 4          |
| PAR             | 2.699  | 8,09%   | 47      | 3          |
| C's             | 2.354  | 7,06%   | 3       | 3          |
| Aragón Sí Puede | 2.196  | 6,58%   | 4       | 2          |
| CHA             | 1.469  | 4,40%   | 0       | 1          |
| EB              | 229    | 0,69%   | 0       | 0          |
| UPyD            | 227    | 0,68%   | 0       | 0          |
| FIA             | 206    | 0,62%   | 2       | 0          |
| AEG             | 148    | 0,44%   | 3       | 0          |
| AEMG            | 63     | 0,19%   | 3       | 0          |
| Total           | 33.362 | 100%    | 268     | 39         |

## Territorio y población
| Nº | Municipio                | Nombre co-oficial (si es distinto)             | Extensión (km²) | % del total | Habitantes 2017 | % del total | Altitud (metros) | Pedanías |
| -- | ------------------------ | ---------------------------------------------- | --------------- | ----------- | --------------- | ----------- | ---------------- | --- |
| 1  | Agüero                   |                                                | 94,2            | 3,7         | 139             | 0,2         | 696              | San Felices. |
| 2  | Albero Alto              |                                                | 19,3            | 0,8         | 114             | 0,2         | 442              | |
| 3  | Alcalá de Gurrea         |                                                | 71,4            | 2,8         | 267             | 0,4         | 461              | Los Agudos, Tormos. |
| 4  | Alcalá del Obispo        | Alcalá del Obispo/Alcalá d´o Bispe             | 47,8            | 1,9         | 332             | 0,5         | 517              | Fañanás, Ola, Pueyo de Fañanás. |
| 5  | Alerre                   |                                                | 8,9             | 0,4         | 200             | 0,3         | 505              | |
| 6  | Almudévar                | Almudévar/Almudébar                            | 201,5           | 8,0         | 2444            | 3,7         | 456              | Artasona del Llano, San Jorge, Valsalada. |
| 7  | Angüés                   |                                                | 56,5            | 2,2         | 360             | 0,6         | 543              | Bespén, Velillas. |
| 8  | Antillón                 |                                                | 22,4            | 0,9         | 154             | 0,2         | 513              | |
| 9  | Argavieso                |                                                | 9,7             | 0,4         | 100             | 0,2         | 481              | |
| 10 | Arguís                   |                                                | 62,8            | 2,5         | 122             | 0,2         | 1.044            | Bentué de Rasal. |
| 11 | Ayerbe                   |                                                | 63,9            | 2,5         | 1071            | 1,6         | 582              | Fontellas, Losanglis. |
| 12 | Banastás                 | Banastás/Banastars                             | 4,7             | 0,2         | 295             | 0,4         | 532              | |
| 13 | Biscarrués               |                                                | 30,2            | 1,2         | 192             | 0,3         | 472              | Erés, Piedramorrera, Presa del Gállego. |
| 14 | Blecua y Torres          |                                                | 36,2            | 1,4         | 182             | 0,3         | 465              | Blecua, Torres de Montes. |
| 15 | Casbas de Huesca         | Casbas de Huesca/Casbas de Uesca               | 132,7           | 5,3         | 279             | 0,4         | 560              | Bastarás, Junzano, Labata, Panzano, Santa Cilia de Panzano, Sieso de Huesca. |
| 16 | Chimillas                |                                                | 10,0            | 0,4         | 389             | 0,5         | 520              | |
| 17 | Gurrea de Gállego        |                                                | 192,0           | 7,6         | 1483            | 2,4         | 341              | El Temple, La Paúl. |
| 18 | Huesca                   | Huesca/Uesca                                   | 161,0           | 6,4         | 52223           | 76,8        | 488              | Apiés, Banariés, Bellestar del Flumen, Buñales, Cuarte, Fornillos de Apiés, Huerrios, Tabernas de Isuela.                                                                                                 |
| 19 | Ibieca                   |                                                | 14,9            | 0,6         | 100             | 0,2         | 640              | |
| 20 | Igriés                   |                                                | 19,2            | 0,8         | 686             | 1,0         | 599              | Yéqueda. |
| 21 | Loarre                   | Loarre/Lobarre                                 | 74,4            | 2,9         | 332             | 0,5         | 773              | Linás de Marcuello, Santa Engracia de Loarre, Sarsamarcuello. |
| 22 | Loporzano                |                                                | 169,3           | 6,7         | 522             | 0,8         | 581              | Aguas, Ayera, Bandaliés, Barluenga, Castilsabás, Chibluco, Coscullano, La Almunia del Romeral, Los Molinos, Loscertales, San Julián de Banzo, Santa Eulalia la Mayor, Sasa del Abadiado, Sipán, Vadiello. |
| 23 | Loscorrales              | Loscorrales/Os Corrals                         | 40,2            | 1,6         | 100             | 0,2         | 620              | Puipullín. |
| 24 | Lupiñén-Ortilla          |                                                | 110,1           | 4,4         | 335             | 0,5         | 438              | Las Casas de Nuevo, Montmesa, Ortilla. |
| 25 | Monflorite-Lascasas      |                                                | 29,2            | 1,2         | 379             | 0,4         | 436              | Castillo Pompién, Lascasas, Pompenillo. |
| 26 | Murillo de Gállego       | Murillo de Gállego/Morillo de Galligo          | 54,7            | 2,2         | 175             | 0,3         | 543              | Concilio, Morán. |
| 27 | Novales                  |                                                | 20,1            | 0,8         | 155             | 0,3         | 464              | |
| 28 | Nueno                    |                                                | 147,2           | 5,8         | 537             | 0,8         | 726              | Arascués, Belsué, Nocito, Sabayés, Santa Eulalia de la Peña. |
| 29 | Las Peñas de Riglos      |                                                | 217,9           | 8,6         | 255             | 0,4         | 678              | Carcavilla, Centenero, Ena, La Peña, Rasal, Riglos, Salinas de Jaca, Santa María de la Peña, Triste (Huesca), Villalangua, Yeste.                                                                         |
| 30 | Pertusa                  |                                                | 29,4            | 1,2         | 114             | 0,2         | 639              | |
| 31 | Piracés                  |                                                | 25,2            | 1,0         | 104             | 0,1         | 453              | |
| 32 | Quicena                  |                                                | 9,7             | 0,4         | 283             | 0,4         | 476              | |
| 33 | Salillas                 |                                                | 28,3            | 1,1         | 101             | 0,1         | 420              | |
| 34 | Santa Eulalia de Gállego | Santa Eulalia de Gállego/Santolaria de Galligo | 29,6            | 1,2         | 99              | 0,2         | 505              | Sierra Estronad. |
| 35 | Sesa                     |                                                | 30,8            | 1,2         | 175             | 0,3         | 437              | |
| 36 | Siétamo                  | Siétamo/Sietemo                                | 49,0            | 1,9         | 681             | 1,0         | 559              | Arbaniés, Castejón de Arbaniés, Liesa. |
| 37 | La Sotonera              |                                                | 165,5           | 6,6         | 932             | 1,5         | 672              | Aniés, Bolea, Esquedas, Lierta, Plasencia del Monte, Puibolea, Quinzano. |
| 38 | Tierz                    |                                                | 6,5             | 0,3         | 754             | 1,1         | 467              | |
| 39 | Tramaced                 |                                                | 15,4            | 0,6         | 107             | 0,1         | 418              | |
| 40 | Vicién                   | Vicién/Bizién                                  | 13,8            | 0,5         | 121             | 0,2         | 394              | |
| #  | La Hoya de Huesca        | La Plana de Uesca                              | 2.525,6         | 100,0       | 68.280          | 100,0       | -                | |